# Pawn
Пішак (англ. Pawn) — проста, безтипова, 32-бітна скриптова мова програмування з розширенням синтаксису подібним до мови програмування C. Програма Pawn компілюється в бінарний файл для оптимальної швидкості виконання. Компілятор Pawn виводить P-код (або байт-код), який згодом працює на абстрактну машину. Швидкість виконання, стійкість, простота і компактність були основними критеріями дизайну як для мови і абстрактної машини. Вихідний файл має розширення — *.pwn, а скомпільований (готовий до роботи) одержує розширення — *.amx.

## Впровадження
Введення в мову Pawn і термін абстрактної машини з точки зору програмістів був опублікований в жовтневому питанні журналу Dr. Dobb's Journal 1999 року, в той час, мова називалася Small. Мова програмування більше підходить для недосвідчених програмістів, також Pawn є безкоштовним продуктом, який підтримується в основному у вільний час.
Особливості мови
- Pawn є простою, С-подібною мовою програмування.
- Pawn є надійною мовою, яка за допомогою компілятора, виконує максимальну кількість статичних перевірок разом з абстрактним рушієм перевірок P-кода (статично), в також динамічних перевірок.
- Для цілей переносу, Pawn записується в ANSI C, наскільки це можливо; Великий порядок байтів проти маленького порядку - обробляється.
- Для комфорту інтернаціоналізації та локалізації, Pawn підтримує Unicode / UCS-4 і UTF-8, а також кодові сторінки. Компілятор може перетворити вихідний код, введений в тій чи іншій кодової сторінці в Unicode; він також підтримує файли вихідного коду в форматі UTF-8.
- Pawn є швидким (особливо з впровадженням асемблера Марка Петерса та / або його «just-in-time» компілятором).
- Pawn є малим. Він був встановлений на мікроконтролер Atmel ATmega128, Philips LPC2138 і LPC2106 мікроконтролери (ядро ARM7TDMI з 32 КБ оперативної пам'яті), а також на MSP430F1611 Texas Instrument (в MSP430 ядро з 10 КБ оперативної пам'яті і 48 КБ флеш-пам'яті). Використання коду накладки, які завантажуються на вимогу - не є проблемою. Pawn може працювати з великим скриптом, використовуючи мало пам'яті.
- Документування вихідного коду може бути зроблено з «Коментарями документації»; Pawn (компілятор) витягує ці коментарі, об'єднує їх з інформацією, пізніше виводить з вихідного коду і створює XML файл, який відразу ж можна побачити (і роздрукувати) за допомогою веббраузера.
- Pawn підтримує статику і автоматони на мові, в тому числі локальні змінні.
- Pawn є вільним і опублікований під ліцензією Apache 2.0 , застереження дозволяє зв'язувати бібліотеки для комерційних додатків.

Типи даних
- Цілі числа (Integer, new  int:Змінна;)
- Числа з рухливою комою (Floating, new float:Змінна;)
- Логічний тип (Boolean, new bool:Змінна;)

## Застосування мови
Grand Theft Auto: San Andreas Multiplayer
Мова Pawn активно використовується для написання ігрових режимів / сценаріїв, що використовують API, для власних серверів популярного неофіційного мультиплеєра San Andreas Multiplayer гри Grand Theft Auto: San Andreas.
AmxModX
Мова Pawn використовується в написанні плагінів для AmxModX, які дозволяють виконувати сценарії на ігровому рушію GoldScr, наприклад в іграх Counter-Strike, Half-Life, Day of Defeat.
SourceMod
Мова Pawn використовується в написанні плагінів для модулю SourceMod, що дозволяє виконувати сценарії на Source Engine, наприклад в іграх Half-Life 2: Deathmatch, Counter Strike: Source, Counter-Strike: Global Offensive, Team Fortress 2, Left 4 Dead, Left 4 Dead 2.

## Приклади коду
Ініціалізація тексту "Привіт світ":
```
#include
 
<core>

main
()
 

{

    
print
(
"Привіт світ!"
);

    
return
 
1
;

}

```

Ініціалізація масиву, змінна кожного значення масиву і його запис:
```
#include
 
<core>

main
()
 

{

    
new
 
array
[
4
];
 
// Ініціалізація масиву з 4 елементами

    
array
[
0
]
 
=
 
43
;
 
// Зміна значення елемента з індексом 0

    
array
[
1
]
 
=
 
10
;
 
// Зміна значення елемента з індексом 1

    
array
[
2
]
 
=
 
799
;
 
// Зміна значення елемента з індексом 2

    
array
[
3
]
 
=
 
1212
;
 
// Зміна значення елемента з індексом 3

    
return
 
1
;

}

```

Ініціалізація for, if, else:
```
#include
 
<core>

main
()
 

{

    
for
(
new
 
i
 
=
 
0
;
 
i
 
<
 
10
;
 
i
++
)

    
{

        
if
(
i
 
!=
 
9
)
 
printf
(
"%d,"
,
 
i
);

        
else
 
print
(
"дев'ять"
);

    
}

    
return
 
1
;

}

```

## Зовнішні посилання
- Офіційний вебсайт [Архівовано 14 серпня 2012 у WebCite]
- SA-MP [Архівовано 26 квітня 2015 у Wayback Machine.]
- AmxModX [Архівовано 18 грудня 2011 у Wayback Machine.]
- SourceMod [Архівовано 10 квітня 2019 у Wayback Machine.]
- AlliedModders [Архівовано 25 червня 2013 у Wayback Machine.]